# منطقة تصدع كليبرتون

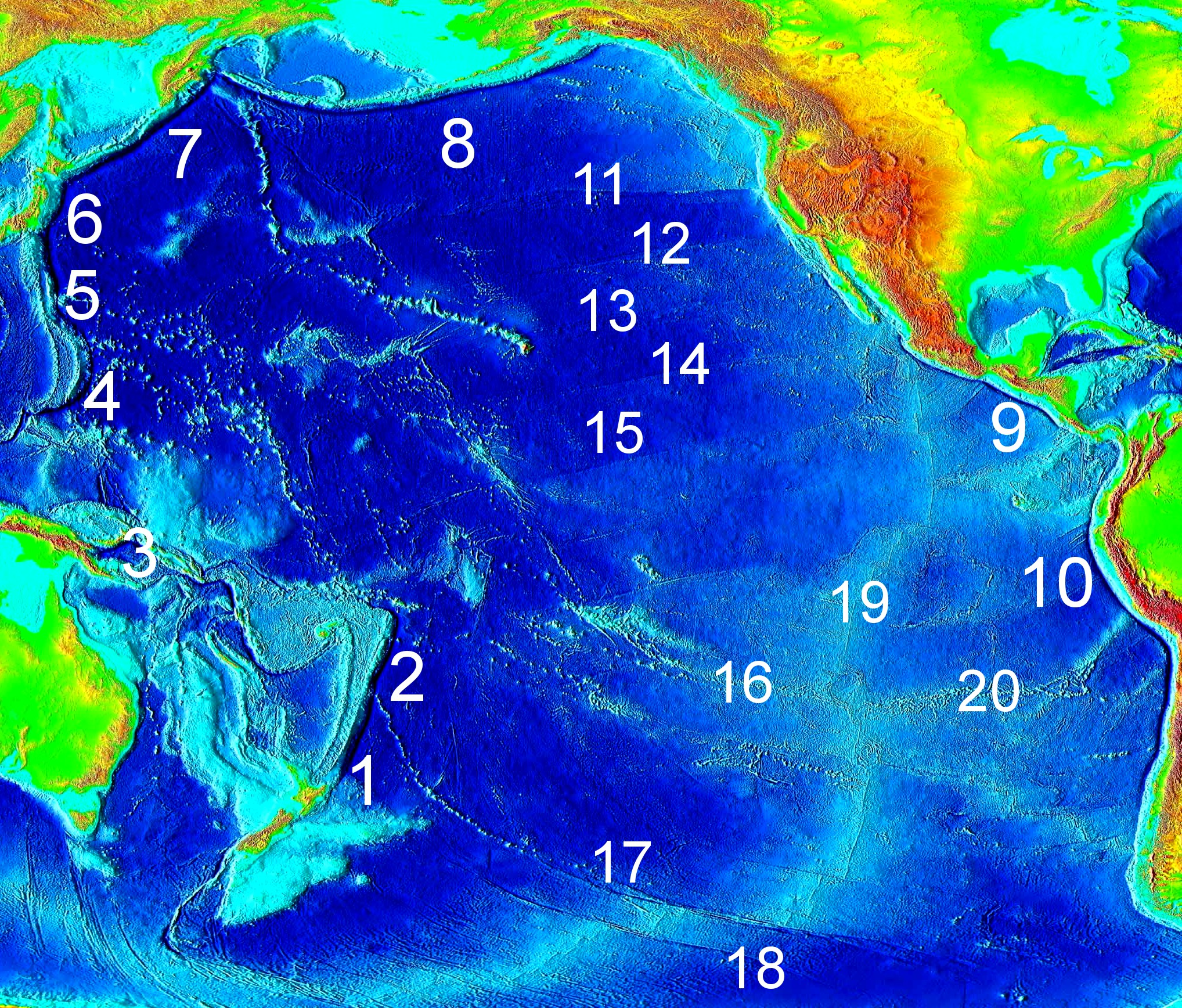
أحواض عميقة تحت سطح المحيط الهادي (1–10) ومناطق تصدع (جبلية عالية) تحت سطح المحيط (11–20). منطقة تصدع كلبرتون هو تقريبا الخط الأفقي المبتديء عند النقطة 15 - أسفل من منطقة تصدع كلاريون 14 - حتى حوض أمريكا الوسطى رقم 9 باللون الأزرق الغامق.

منطقة تصدع كليبرتون Clipperton Fracture Zone هي منطقة تصدع جيولوجي في قاع المحيط الهادي تمتد عبر 7240 كيلومتر. وهي أحد خمس مناطق في شمال المحيط الهادي ذات تصدع كبير في قاع المحيط، وتقع منطقة كليبرتون شمال منطقة تصدع كلاريون، الذي اكتشف في عام 1950 من«معهد سكريب لعلوم البحار». يتميز التصدع بأنه جبال صخرية غير عادية، تبدأ من شمال الشرق «لاين إيلاند» وينتهي عند حوض وسط أمريكا. وهو يشكل خطا بنفس الارتفاع مثل كيريباتي وجزيرة كليبرتون.
يمكن تقسيم هذا التصدع إلى أربعة أجزاء:
- الجزء الأول
- 127°–113° غربا، عريض منخفض يمتد نحو 900 ميل، عريض عند وسطه بعرض بين 10 إلى 30 ميلا؛
- الجزء الثاني بين خطي طول 113°-107° غربا وهو مليء بالبراكين، ويبلغ عرضه نحو 60 ميلا وطوله 330 ميل؛
-الجزء الثالث بين خطي طول 107°-101° غربا وهو أخدودي بعمق بين 1,200–2,400 قدم ويمر خلال هضبة البطريق؛
- الجزء الرابع بين خطي طول 101°-96° غربا، وهو مرتفع ويمتد نحو 400 ميل إلى حدود القارة الشمالية إلى الشرق
.

## أهمية اقتصادية ومسائل بيئية
في عام 2016 وجدت في قاع منطقة تصدع كليبتون - وهي منطقة مستهدفة لاستخراج المعادن من قاع المحيط - على أشكال عديدة من أنواع الحياة البحرية، وقد تم التعرف على نحو نصف تلك الكائنات الغريبة
فيها.
لم يبدأ استغلال تلك المناطق لاستخراج مواد أولية من قاع المحيط بعد، ولكن سفن بحث علمي من مختلف البلاد تجوبها بغرض بحث إمكانية استغلالها - وفي نفس الوقت تتم دراسة تأثيرات الاستغلال -إذا ما بدأ - على البيئة، والكائنات الحية البحرية التي تعيش فيها. تعتبر ألمانيا أحد الدول المهتمة باستغلال المنطقة للتعدين، وأبرمت اتفاقية من الأمم المتحدة يسمح لها بالبحث العلمي في منطقة هناك لمدة 15 سنة ابتداءا من عام 2006. وقد طرحت ألمانيا هذا الشأن في اجتماع السبعة الكبار G7 في عام 2015 للمناقشة (أنظر كرة المنغنيز).

## اقرأ أيضا
- سفينة بحوث (زونه)
- كرة المنغنيز
- سفينة بحوث بولارشتيرن
- جزيرة كليبرتون